# Koinobori
Koinobori (鯉のぼり?), în engleză carp streamer, este o panglică lungă și îngustă care adie în bătaia vântului, în formă de crap, tradițională în Japonia pentru a sărbători Tango no sekku (端午の節句?), un eveniment tradițional care este acum desemnat sărbătoare națională: Ziua Copilului (Kodomo no Hi, 子 供 の 日). Aceste panglici sunt realizate prin desenarea modelelor de crap pe hârtie, pânză sau alte țesături. Un set de koinobori reprezintă mama familiei, tatăl și toți copiii familiei. Sunt apoi lăsate să fluture în vânt. Ele sunt cunoscute și sub numele de satsuki-nobori (皐のぼり?).

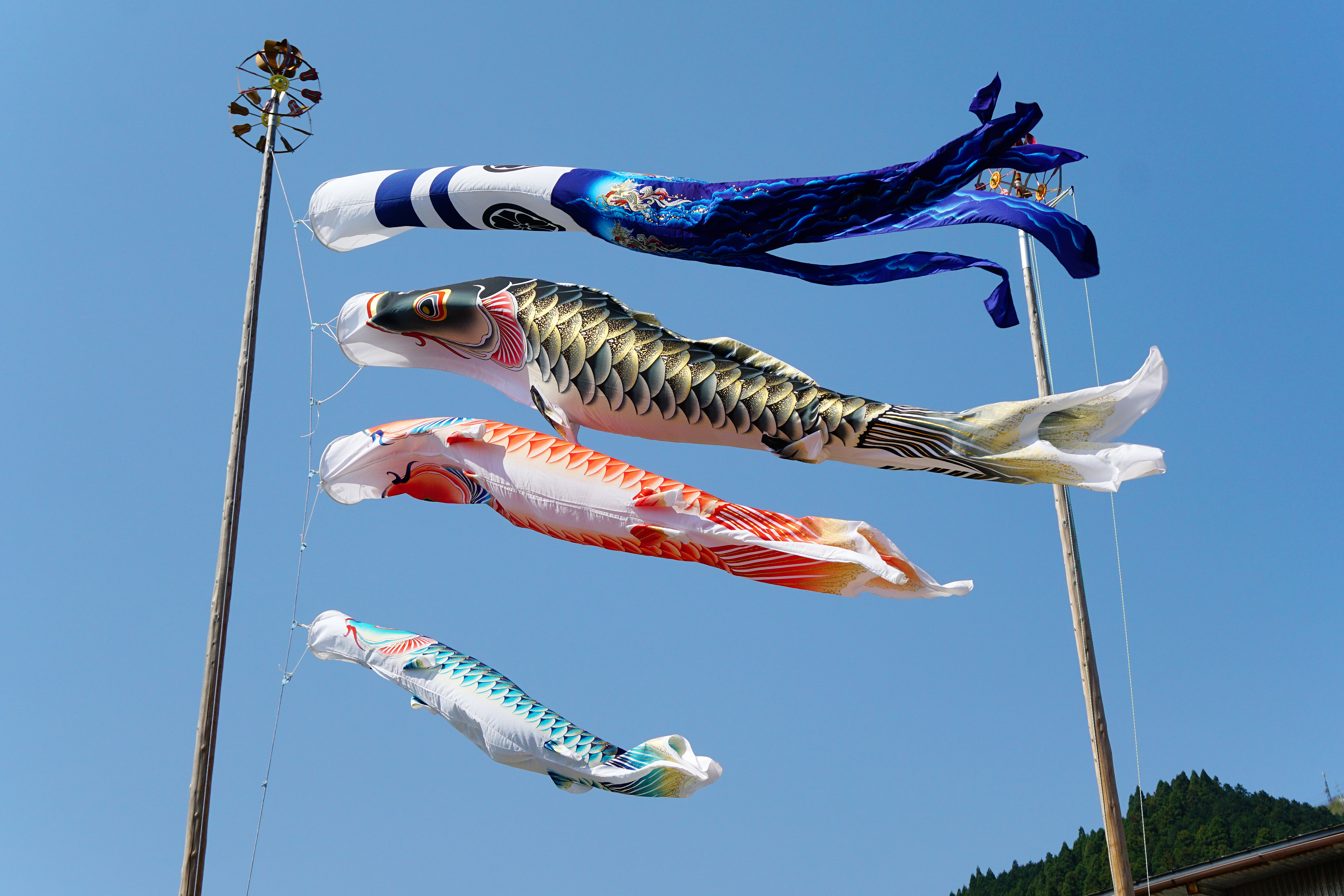
Koinobori la Chizu, Tottori

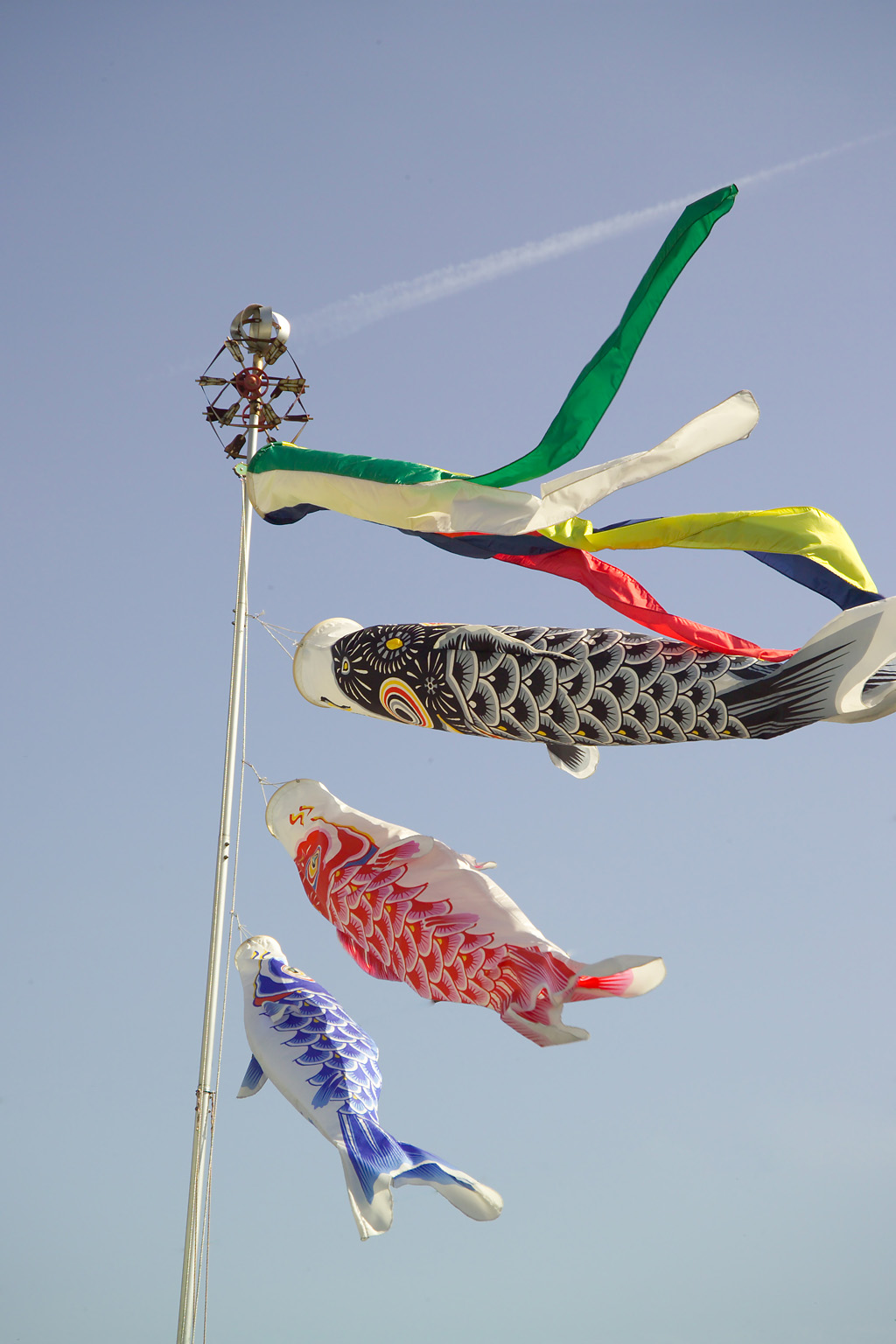
Koinobori

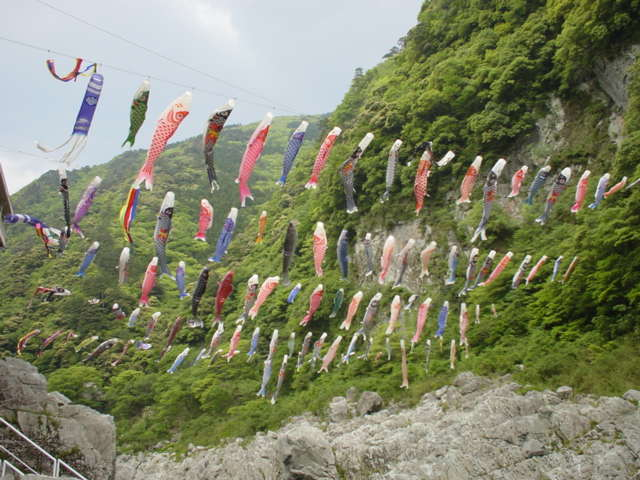
Koinobori fluturând în Oboke Koboke, Valea Iya, Prefectura Tokushima

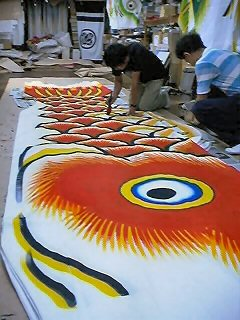
Confecționarea koinobori

Ziua Copilului este serbată pe 5 mai, ultima zi a Săptămânii de Aur, cea mai mare sărbătoare pentru muncitori și de asemenea, o săptămână în care întreprinderile se închid până la 9-10 zile. Locurile populare din Japonia sunt decorate cu koinobori din aprilie până la începutul lunii mai, în onoarea copiilor și pentru un viitor bun și speranță că vor crește sănătoși și puternici.

## Descriere
Un set tipic de koinobori constă, de sus în jos, din două seturi de săgeți concentrice (矢車 yaguruma?), o giruetă rotundă și „dragoni zburători” (飛龍吹流し hiryū fukinagashi?). Numărul și semnificația panglicilor-crap sau koinobori s-au schimbat de-a lungul timpului. În mod tradițional, setul conține un koinobori negru reprezentând tatăl, urmat de un koinobori mai mic, roșu, reprezentând fiul său cel mai mare. Acesta este motivul pentru care, potrivit Muzeului Național Japonez-American, în cântecele pentru copii tradiționale „cel roșu” (higoi) reprezintă fiul cel mai mare. Dacă în gospodărie sunt mai mulți băieți, în șirul de koinobori se adăugă suplimentar un koinobori albastru, apoi verde, urmat de – în funcție de regiune – unul violet sau unul portocaliu. După decretul guvernului care a transformat Ziua Băiatului (Tango no Sekku) în Ziua Copilului (Kodomo no Hi), se celebrează atât fericirea băieților, cât și cea a fetelor. Drept urmare, koinobori de culoarea roșie a ajuns să reprezinte mama familiei și nu este neobișnuit ca să-i fie adăugate nuanțe de roz. În mod similar, celelalte culori și dimensiuni ale crapului au ajuns să reprezinte toți copiii familiei, atât fiii cât și fiicele. În prezent, koinoborii sunt de obicei agățați deasupra acoperișurilor caselor cu copii, cu cel mai mare (negru) koinobori reprezentând tatăl, al doilea după mărime (roșu sau roz) mamă și câte unul, tot mai mic, de o culoare diferită pentru fiecare copil, în funcție de vârstă.
Mărimea acestor koinobori variază de la câțiva centimetri până la câțiva metri lungime. În 1988, în Kazo, Saitama a fost realizat un koinobori lung de 100 m cu o greutate de 350 kg. În prezent, koinobori poate fi văzut în cadrul diverselor festivaluri japoneze din întreaga lume.
Potrivit Muzeului Național Japonez-American, crapul koinobori a fost ales ca simbol pentru Ziua Băieților deoarece „japonezii îl consideră cel mai spiritual pește - atât de plin de energie și putere încât își poate face drum în amonte pe râuri înfruntând fluxul de apă și cascadele. Datorită forței și hotărârii sale de a depăși toate obstacolele, a fost ales pentru a reprezenta curajul și capacitatea de a atinge obiective înalte. Întrucât acestea sunt trăsături dorite la băieți, familiile agăță deasupra acoperișurilor caselor lor tradiționalul Koinobori pentru a-și onora fiii.” Panglicile evocă, de asemenea, un mit de la sfârșitul perioadei dinastiei Han despre un pește de aur care a înotat în amonte până la izvorul fluviului Galben și a devenit un dragon. În toată Japonia, koinobori poate fi observat în curțile fiecărei familii cu aproximativ o săptămână înainte de 5 mai și o săptămână după.
O sursă afirmă că „Ziua Băiatului, acum Ziua Copilului, este sărbătorită de mai bine de 700 de ani, dar nimeni nu știe exact când sau de ce a început”. O altă sursă spune că „a început în anul 1282, ca celebrare a unei victorii câștigate de războinicii samurai într-o luptă cu invadatorii”. Asociația Asia Kids (AKS) are o altă teorie, conform căreia „până în 1948, 5 mai a fost numită Tango no Sekku și numai băieți erau onorați. O sărbătoare separată numită Hinamatsuri sau «Ziua Păpușilor» celebrează fetele pe 3 martie. Chiar și acum, în această zi fetele mai primesc păpuși care au fost transmise bunicilor și mamelor lor”. Acest fapt a dus la o combinație sărbătorilor, iar așa cum este descris de AKS, „pentru multe familii, 5 mai încă se concentrează pe băieți. Unii oameni spun că Hinamatsuri pentru fete ar trebui să devină o sărbătoare separată în loc să le îmbine într-una”. Deși ambele surse au diferite teorii, nimeni nu știe cu adevărat când a început de fapt să fie marcată sărbătoarea.
În prezent, la arborarea Koinobori, Asia Kid Society afirmă că de asemenea copiii „se înfruptă cu kashiwa-mochi”, prăjituri lipicioase de orez învelite în frunze de stejar și alte dulciuri. Ca tradiție, de-a lungul Zilei Copilului, copiii mulțumesc și manifestă respect față de rude, părinți și profesori pentru sot prijinul acordat.

## MelodiaKoinobori
| Japoneză standardă | hiragana | Rōmaji                                                                                              | Traducere |
| --- | --- | --------------------------------------------------------------------------------------------------- | --- |
| 屋根より 高い 鯉のぼり 大きい 真鯉は お父さん 小さい 緋鯉は 子供たち 面白そうに 泳いでる </br> 屋根より 高い 鯉のぼり 大きい 真鯉は お父さん 小さい 緋鯉は 子供たち 面白そうに 泳いでる </br> 屋根より 高い 鯉のぼり 大きい 真鯉は お父さん 小さい 緋鯉は 子供たち 面白そうに 泳いでる </br> 屋根より 高い 鯉のぼり 大きい 真鯉は お父さん 小さい 緋鯉は 子供たち 面白そうに 泳いでる | やねより たかい こいのぼり おおきい まごいは おとうさん ちいさい ひごいは こどもたち おもしろそうに およいでる </br> やねより たかい こいのぼり おおきい まごいは おとうさん ちいさい ひごいは こどもたち おもしろそうに およいでる </br> やねより たかい こいのぼり おおきい まごいは おとうさん ちいさい ひごいは こどもたち おもしろそうに およいでる </br> やねより たかい こいのぼり おおきい まごいは おとうさん ちいさい ひごいは こどもたち おもしろそうに およいでる | yane yori takai koinobori ōkii magoi wa otōsan chiisai higoi wa kodomo-tachi omoshirosō ni oyoideru | Koinobori sunt mai înalți decât vârfurile acoperișului Crapul mare este tatăl Crapii mai mici sunt copiii Par să se distreze înotând. |